# Black Hole Recordings
Black Hole Recordings is het platenlabel opgericht door DJ Tiësto en Arny Bink. Tiësto is er inmiddels uitgestapt en onder leiding van Arny Bink is het uitgegroeid tot het grootste trancelabel en een van de grootste dancelabels ter wereld.
De maatschappij werd opgericht in 1997 en bracht veel trance- en progressive-houseplaten uit.

## Artiesten
Enkele artiesten die onder contract staan bij het label zijn:
Allure, Vimana, Kamaya painters, BT, Fred Numf, Art of Trance, Way Out West, Tast Experience, Andain, Starecase, DJ Montana, DJ Ton T.B., Estuera, Shah & Laruso, Mr Sam, Vincent de Moor, Franky Nuts.
Binnen het label zijn ook remixen uitgebracht van onder meer Tiësto, Airscape, Lee Combs, Ralphie B., Gabriel & Dresden, Michel de Hey, Umek, Airwave, Mark O’Tool, Cor Fijneman, Marco V, Mark Norman en Rank 1.